# Kandó Gyula
Egerfarmosi Kandó Gyula (E. Kandó Gyula) (Savona, 1908. január 17. – Szentendre, 1968. augusztus 17.) magyar ügyelő, naplóvezető, festőművész. Nagybátyja, Kandó Kálmán villamosmérnök, feltaláló. Nővérei Kandó Erzsébet (1904–1966) és Kandó Magda (1904–1939) keramikus voltak.

## Életpályája
Szülei: egerfarmosi Kandó Gyula műszaki tanácsos (1877-1947) és Jámbor Gizella voltak. 1928–1931 között reklámgrafikusként tanult Bortnyik Sándor mellett. Itt ismerkedett meg későbbi feleségével Görög Etelka (Ata Kandó) fotóművésszel. Párizsba mentek, ahol reklámgrafikával foglalkozott és rajzfilmstúdióban dolgozott és színházi díszletfestő volt. 1933-ban Barcelonában dolgozott. 1935-ben visszatértek Magyarországra. 1938-ban ismét Franciaországba utaztak. 1940-ben – a második világháború kitörésekor – kitoloncolták Párizsból; öt napot utaztak marhavagonokban Magyarországra. 1940-től a Magyar Film Iroda grafikusa volt. 1941-től filmgyári ügyelő és naplóvezető volt. 1947-ben családjával Franciaországba utazott, de 1949-ben hazatért. 1950-től – kisebb-nagyobb megszakításokkal – Szentendrén élt. 1959-1960 között Törökországban tartózkodott nővérénél. 1960–1961 között Párizsba utazott.

## Magánélete
1932. augusztus 17-én Budapesten házasságot kötött Ata Kandó (Görög Etelka) fotóművésszel (1913-2017). Három gyermekük született: Tamás (1941), Júlia és Magdolna (1943).

## Filmes munkái
- A cigány (1941)
- Három csengő (1941)
- Az ördög nem alszik (1941)
- Lelki klinika (1941)
- Dr. Kovács István (1941)
- Behajtani tilos! (1941-1942)
- Éjfélre kiderül (1942)
- 5-ös számú őrház (1942)
- Kétezerpengős férfi (1942)
- Estélyi ruha kötelező (1942)
- Őrségváltás (1942)

## Kiállításai
- 1930, 1943, 1945-1947, 2002 Budapest
- 1957, 1959-1960, 1968-1969 Szentendre

## Festményei
- Szerzetes (1935)
- Házak éjjel (1938)
- Csendélet profillal (1939)
- Csendélet kávézóban (1939)
- Szörnyalak (1940)
- Vörös fazék (1940)
- Sárga falú, magas házak (1944)
- Csendélet (1945)
- Kert (1946)
- Éjszakai kép (1946)
- Szobabelső (1946)
- Ülő női akt (1947)
- A szemközti ház (1947)
- Csendélet tükörrel (1947)
- Csendélet kancsóval és gyümölccsel (1948)
- Óriás fák (1948)
- A tánc (1957)
- Kompozíció (1957)
- Fantom torony (1957)
- Szemfej tengeri lényekkel (1958)
- Ferde horizont és alakzatok/Isztambul (1959)
- Kompozíció II. (1959)
- Kompozíció vörös formával (1960)
- Egyszemű (1961)
- Színes kompozíció fekete villával (1965)
- Sárga alapon barna figuráció (1965)
- Fák ház körül (1965)
- Kis absztrakt (1967)
- Szentendrei tanácsháza este (1968)
- Állatfigurációk házikóval